# Raie lisse
Taxons concernés
- Raja brachyura
- Malacoraja sentamodifier

Le nom vernaculaire de raie lisse désigne en français plusieurs espèces de raies.
- Raja brachyura - Raie blanche douce ou Raie blanche lissée
- Malacoraja senta - Raie lissée